# Kiril Andonov
Kiril Borisov Andonov (Bulgaars : Кирил Борисов Андонов) (Plovdiv, 1 november 1967) is een voormalige bulgaars voetballer. Hij heeft gespeeld bij FC Maritsa Plovdiv, Lokomotiv Plovdiv, Beroje Stara Zagora, Spartak Plovdiv, Belediye Vanspor en Botev Plovdiv.

## Loopbaan
Andonov speelde voor Bulgarije onder 20. Hij zat in de selectie voor een Wereldkampioenschap 1987.
Andonov beëindigt zijn voetbalcarrière bij Botev Plovdiv.